# Atokos
Atokos (en griego: Άτοκος), es una isla griega en el mar Jónico, cerca de nueve millas al noreste de Ítaca. Se extiende sobre cerca de 4,5 kilómetros cuadrados, levantándose a 334 metros sobre el nivel del mar y es parte del territorio del municipio de Ítaca.
La isla es montañosa tiene pocas playas con bahías pequeñas y posee cuevas en su costa rocosa. En la isla se encuentran cabras, pero no está habitada permanentemente. Una casa y una pequeña capilla, constituyen los únicos edificios. La isla es de propiedad privada.

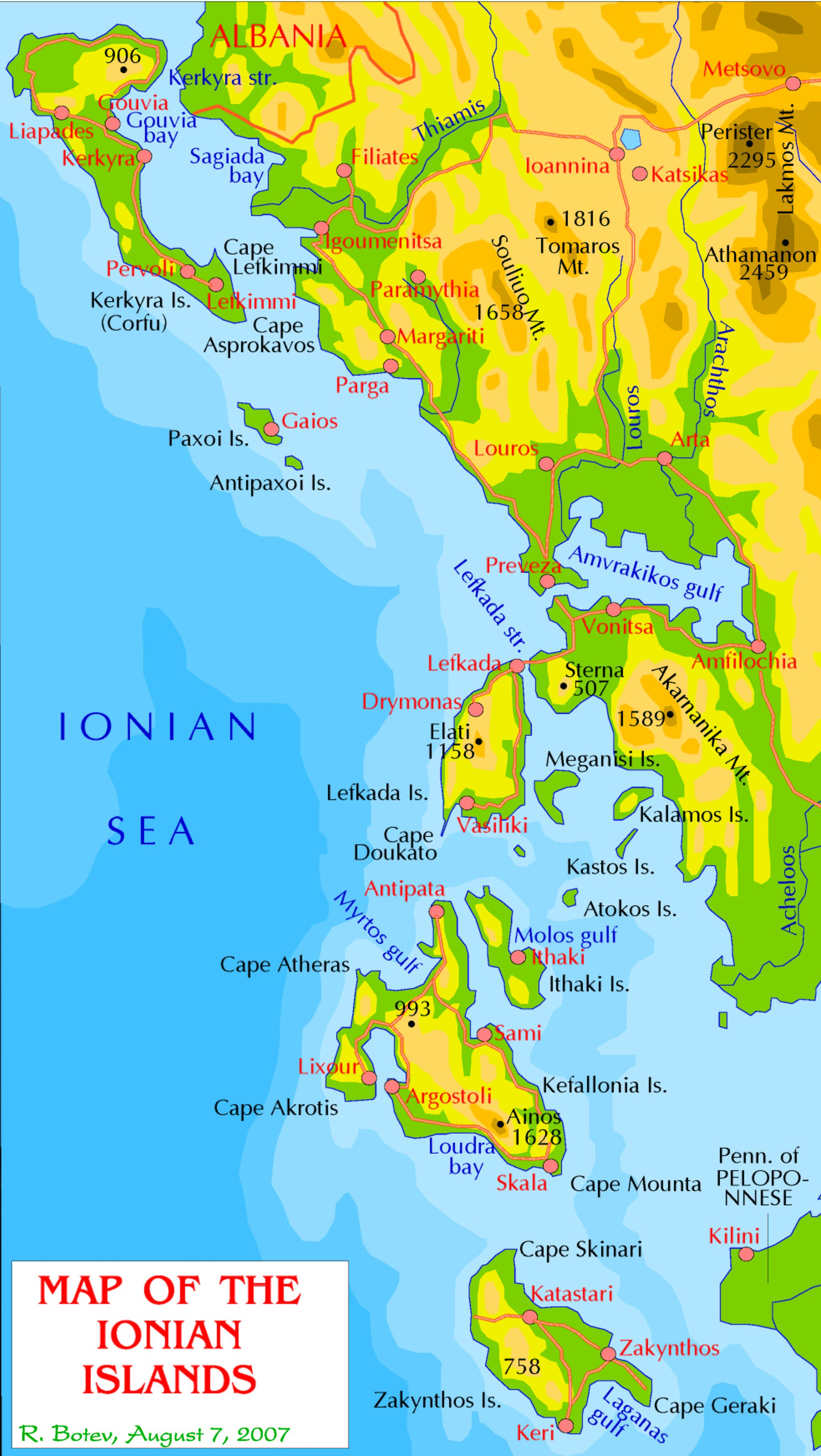
Ubicación de Atokos en el archipiélago de las Jónicas.